# Manbuta calgia
Manbuta calgia är en fjärilsart som beskrevs av William Schaus 1901. Manbuta calgia ingår i släktet Manbuta och familjen nattflyn. Inga underarter finns listade i Catalogue of Life.